# 428
سنة 428 م (بالأرقام الرومانية: CDXXVIII) كانت سنة كبيسة تبدأ يوم الأحد (الرابط يظهر نموذج الجدول الزمني الكامل للسنة) من التقويم اليولياني. بدأت تسمية السنة ب428 منذ العصور الوسطى المبكرة، عندما أصبح تقويم أنو دوميني هو الأسلوب السائد في أوروبا لتسمية السنوات.

## وفيات
- ثيودور المصيصي
- مارتيانوس كابيلا